# PMBOK-Guide
Der PMBOK-Guide (A Guide to the Project Management Body of Knowledge) ist der Projektmanagement-Standard des Project Management Institute und zählt neben PRINCE2 und IPMA ICB zu den weltweit führenden Projektmanagementmethoden.
Der PMBOK-Guide verwendet ein Modell, nach dem Arbeit durch Prozesse erledigt wird und ist damit prozessorientiert. Ein Projekt wird durch das Zusammenspiel vieler Prozesse durchgeführt anhand derer der PMBOK-Guide das gesammelte Methodenwissen strukturiert. So werden für jeden Prozess Input, Output sowie Werkzeuge und Verfahren beschrieben. Die beschriebenen Methoden sind auf Projekte aus verschiedenen Anwendungsbereichen anwendbar, dazu gehören Bauwesen, Softwareentwicklung, Maschinenbau und Automobilindustrie.

## Entstehung und Versionen
Die Erstausgabe des PMBOK-Guide wurde 1996 veröffentlicht und geht auf die Veröffentlichung eines White Papers von 1987 zurück. Dieses war das Resultat von Arbeitstreffen, die in den frühen 80er Jahren durch das PMI initiiert wurden. Parallel wurde ein Ethikkodex entwickelt, dazu Richtlinien für die Akkreditierung von Schulungszentren und Zertifizierung von Personen.
Der PMBOK-Guide wurde 1998 vom ANSI und später vom IEEE als Standard anerkannt. Im Dezember 2000 wurde die zweite Version des PMBOK-Guide veröffentlicht, die dritte Version wurde im November 2004 mit Verbesserungen in der Struktur des Dokuments, Erweiterungen von Prozessen, Bezeichnungen und Gebieten des Programms und des Portfolios veröffentlicht. Wesentliche Änderungen der im Dezember 2008 erschienenen vierten Version waren Klarstellungen und Vereinheitlichungen in den Prozessnamen, Anpassungen an den Übersichtsdiagrammen und Wegfall bzw. Hinzufügung einiger Prozesse. Der 2012 als ISO-Norm 21500 veröffentlichte Projektmanagement-Leitfaden baut unter anderem auf dem PMBOK-Guide auf. In der fünften Version von Januar 2013 wurde das Stakeholder-Management als eigenes Wissensgebiet etabliert und im September 2017 wurde die sechste Version veröffentlicht.
In der siebten Version 2021 werden die Projektmanagement-Prozessgruppen und Wissensgebiete durch Grundsätze und Leistungsdomänen ersetzt.

## PMBOK-Guide 7th Edition

### Leistungsdomänen
- Stakeholder
- Team
- Entwicklungsansatz und Lebenszyklus
- Planung
- Projektarbeit
- Lieferung
- Messung
- Unsicherheit

### Grundsätze
- Führungsverantwortung
- Team
- Stakeholder
- Wert
- Systemdenken
- Leadership
- Anpassung (Tailoring)
- Qualität
- Komplexität
- Risiko
- Anpassungsfähigkeit und Belastbarkeit
- Änderung

## PMBOK-Guide 6th Edition
Der PMBOK-Guide 6th Edition besteht aus drei Abschnitten:
- PM-Rahmen, mit einer allgemeinen Einführung in Struktur des Buches und in Projektorganisation und -lebenszyklus.
- PM-Prozessgruppen
- PM-Wissensgebiete, mit einer detaillierten Liste von Prozessen und Ergebnistypen im Projektmanagement

### Rahmen
Der PM-Rahmen enthält eine Einführung in die Systematik des PMBOK-Guide 6th Edition und erläutert dabei den gesamten Kontext des Projektmanagements (darunter Organisationen, Unternehmen und Begriffe).

### Projektmanagement-Prozessgruppen
Eine Projektmanagement-Prozessgruppe ist „Eine logische Gruppierung der Eingangswerte, Werkzeuge und Methoden sowie der Ausgangswerte des Projektmanagements. Die Projektmanagement-Prozessgruppen umfassen Initiierung, Planung, Ausführung, Überwachung und Steuerung sowie Abschluss. Bei Projektmanagement-Prozessgruppen handelt es sich nicht um Projektphasen.“
In der 6. Ausgabe werden insgesamt 49 Prozesse (42 (4. Ausgabe) bzw. 47 (5. Ausgabe)) definiert, die in die folgenden fünf Prozessgruppen eingeordnet werden:
| Projektmanagement-Prozessgruppen          | Beschreibung |
| ----------------------------------------- | --- |
| Initiierungsprozessgruppe                 | Die Prozesse die durchgeführt werden um ein neues Projekt bzw. eine neue Phase eines bestehenden Projekts zu definieren, indem die Freigabe eingeholt wird, dieses Projekt bzw. diese Projektphase zu beginnen.                                     |
| Planungsprozessgruppe                     | Die Prozesse, die erforderlich sind, um den Inhalt und Umfang des Projekts zu bestimmen, die Ziele genauer zu formulieren und die Vorgehensweise festzulegen, um die Ziele des Projekts zu erreichen.                                               |
| Ausführungsprozessgruppe                  | Solche Prozesse, die durchgeführt werden, um die im Projektmanagementplan definierte Arbeit abzuschließen und die Projektziele zu erreichen. |
| Überwachungs- und Steuerungsprozessgruppe | Die Prozesse, die zur Verfolgung, Prüfung und Regulierung des Fortschritts und der Leistung des Projekts erforderlich sind und mit denen ggf. notwendige Änderungen des Plans erkannt und entsprechende Korrekturmaßnahmen ergriffen werden können. |
| Abschlussprozessgruppe                    | Die Prozesse, die durchgeführt werden, um das Projekt, die Phase oder den Vertrag formell abzuschließen oder zu beenden. |

Eine Matrix ordnet jeden Prozess eindeutig einer Prozessgruppe und einem Wissensgebiet zu. Dabei wurde für jeden Prozess die Prozessgruppe gewählt, in der der größte Teil der Aktivitäten des Prozesses stattfindet.

### Wissensgebiete
Den Schwerpunkt im PMBOK-Guide 6th Edition bilden die Wissensgebiete. Ein Wissensgebiet im Projektmanagement ist „Ein bestimmter Bereich, der durch seine Wissensanforderungen definiert und anhand der Prozesse seiner Komponenten, Praktiken, Eingangswerte, Ausgangswerte, Werkzeuge und Methoden beschrieben wird.“
Die Wissensgebiete, denen die Einzelprozesse aus den Prozessgruppen jeweils eindeutig zugeordnet sind, heißen:
| Wissensgebiete                              | Beschreibung |
| ------------------------------------------- | --- |
| Integrationsmanagement in Projekten         | Dazu gehören die Prozesse und Vorgänge, mit denen die verschiedenen Prozesse und Projektmanagementvorgänge innerhalb des Projektmanagementprozessgruppen identifiziert, definiert, kombiniert, vereinheitlicht und koordiniert werden. |
| Inhalts- und Umfangsmanagement in Projekten | Hierzu zählen die Prozesse, die notwendig sind, um sicherzustellen, dass das Projekt alle erforderlichen Arbeiten, und zwar nur diese Arbeiten, berücksichtigt, um das Projekt erfolgreich abzuschließen. |
| Terminplanungsmanagement in Projekten       | Umfasst die Prozesse, die für einen rechtzeitigen Abschluss des Projekts erforderlich sind. |
| Kostenmanagement in Projekten               | Dazu zählen Prozesse zur Planung, Schätzung, Budgetierung, Finanzierung, finanziellen Ausstattung, Steuerung und zum Management von Kosten, damit das Projekt unter Einhaltung des genehmigten Budgets abgeschlossen werden kann. |
| Qualitätsmanagement in Projekten            | Die Prozesse zur Eingliederung der Qualitätsrichtlinien der Organisation in Bezug auf die Anforderungen an Planung, Management und Steuerung der Projekt- und Produktqualität, um die Erwartungen der Stakeholder zu erfüllen. |
| Ressourcenmanagement in Projekten           | Hierzu gehören die Prozesse zur Identifizierung, Beschaffung und zum Management der für einen Abschluss des Projekts benötigten Ressourcen. |
| Kommunikationsmanagement in Projekten       | Die Prozesse, die erforderlich sind, um sicherzustellen, dass Projektinformationen rechtzeitig und in angemessener Weise geplant, gesammelt, erstellt, verteilt, gespeichert, abgerufen, gemanagt, gesteuert, überwacht und letztendlich vernichtet werden. |
| Risikomanagement in Projekten               | Beinhaltet die Prozesse zur Durchführung der Risiko-Managementplanung, -Identifizierung, -Analyse, der Planung und Durchführung der Bewältigungsmaßnahmen sowie der Überwachung und Steuerung der Risiken eines Projekts. |
| Beschaffungsmanagement in Projekten         | Das sind die Prozesse zum Kauf bzw. Erwerb von Produkten, Dienstleistungen oder Ergebnissen, die von außerhalb des Projektteams benötigt werden. |
| Management der Projektstakeholder           | Die erforderlichen Prozesse, um die Personen, Gruppen oder Organisationen zu ermitteln, die Einfluss auf das Projekt haben oder davon betroffen sein könnten; um die Erwartungen der Stakeholder und deren Auswirkungen auf das Projekt zu analysieren; und um geeignete Managementstrategien zu effektiven Einbindung der Stakeholder in Projektentscheidungen und -umsetzung zu entwickeln. |

Die einzelnen Aufgabenfelder treten im Projektverlauf an verschiedenen Stellen auf.